# Jan van Helsing
Jan van Helsing (prawdziwe nazwisko Jan Udo Holey, ur. 23 marca 1967 w Dinkelsbühl) – niemiecki autor książek o tematyce spiskowej, podróżnik oraz właściciel wydawnictwa Amadeus Verlag.
W 1993 wydał swą pierwszą książkę o tajnych stowarzyszeniach. W swoich wydanych 9 książkach zaproponował wyjaśnienie istnienia globalnego terroryzmu, jako celowo wprowadzonego, dzięki któremu umożliwiono inwigilację obywateli prowadzącą do Nowego porządku świata:
„Chaosu zresztą nie unikniemy, bo nowy Ład Świata powstaje za sprawą sztucznego terroryzmu. Na pieczęci masonów obrządku szkockiego widnieją słowa ordo ab chao, co znaczy: ład z chaosu. Iluminaci dokładają wszelkich starań, by wywołać chaos – służą temu: znoszenie granic, małżeństwa mieszane, małżeństwa homoseksualne, zdziczenie dzieci i całych społeczeństw za sprawą przemocy i seksu w telewizji, gier video, Internetu, eliminowanie takich wartości jak rodzina, tradycja, honor, godność osobista, poprzez propagowanie zboczeń, rozpowszechnianie pornografii i narkotyków...” (Jan Van Helsing – Ręce precz od tej książki)
Jego teorie to połączenie fantastyki naukowej, ufologii, ezoteryzmu, nazistowskiego okultyzmu i teorii spiskowych zakładających kontrolowanie światowej polityki przez Fed, rodzinę Rotschildów i niewielką liczbę innych żydowskich rodzin bankierskich. W książce Ręce precz od tej książki zawarł m.in. teorię, jakoby w jaskiniach Himalajów ludzie pozostający w stanie samadhi żyli ponad sto tysięcy lat, oraz stwierdzenie, że Hrabia de Saint-Germain żył co najmniej 200 lat. W tej samej książce przedstawił jako prawdziwą „instrukcję” Alberta Pike'a dla masonów, zakładającą rzekomo wprowadzenie kultu Lucyfera, co w rzeczywistości jest mistyfikacją Leo Taxila, i uznał za pewnik posiadanie przez Uri Gellera paranormalnych zdolności. Jest zwolennikiem teorii o stworzeniu życia na Ziemi przez wyższą cywilizację pozaziemską. Poszczególne fragmenty Księgi Wyjścia, Księgi Ezechiela i Księgi Powtórzonego Prawa ze Starego Testamentu interpretuje jako świadectwa lądowania cywilizacji pozaziemskiej na Ziemi.